# CM-40
 (janvier 2023).
Si vous disposez d'ouvrages ou d'articles de référence ou si vous connaissez des sites web de qualité traitant du thème abordé ici, merci de compléter l'article en donnant les références utiles à sa vérifiabilité et en les liant à la section « Notes et références ».
La CM-40 est une rocade en projet[Quand ?] qui permettra de contourner Tolède par le sud-ouest.
Ce sera une voie rapide qui contournera la ville par le sud-ouest du nord-ouest au sud-est en connectant l'A-40 (Ávila - Teruel) et la CM-42 (Tolède - Tomelloso).
Elle va desservir tous le sud-ouest de Tolède ainsi que les petites communes aux alentours et les zones d'activités.

## Tracé
- Elle va débuter au nord-ouest de Tolède où elle se sépare de l'A-40
- Elle va contourner l'agglomération par le sud avant de se connecter à la CM-42 au niveau de Burguillos au sud-est de la ville.